# Marc Vigil
Marc Vigil (Avilés, 25 de septiembre de 1975) es un cineasta, guionista y director de televisión español, reconocido por dirigir episodios de series como El ministerio del tiempo, Vis a vis y Águila Roja, y por su largometraje de 2019 El silencio del pantano.

## Carrera
Vigil inició su carrera a comienzos de la década de 2000. En esa década dirigió principalmente cortometrajes, documentales y episodios de series de televisión como Aída, 7 vidas y Gominolas. En la década de 2010 dirigió varios episodios de la serie Águila Roja. Entre 2015 y 2017 trabajó como director en la serie El ministerio del tiempo. En 2018 dirigió tres capítulos de la popular serie Vis a vis y un año después estrenó su ópera prima, el largometraje de suspense El silencio del pantano, protagonizado por Pedro Alonso y agregado al catálogo de Netflix en abril de 2020.

## Filmografía
- 2001 - Amor, dinero y salud, por este orden (corto)
- 2005-2007 - Aída (14 episodios)
- 2006 - 7 vidas (4 episodios)
- 2007 - Gominolas (4 episodios)
- 2009-2013 - Águila Roja (19 episodios)
- 2014 - Niño Santo (7 episodios)
- 2014 - Nuevo León Extraordinario (corto)
- 2015-2017 - El ministerio del tiempo (10 episodios)
- 2018 - Vis a vis (2 episodios)
- 2018 - Vivir sin permiso (3 episodios)
- 2018 - Diablo Guardián (1 episodio)
- 2019 - Malaka (1 episodio)
- 2019 - El silencio del pantano
- 2020 - Nasdrovia[5]